# Milan Vukotić
Milan Vukotić (Podgorica, 5 de octubre de 2002) es un futbolista montenegrino que juega de mediocampista o delantero para el Partizán de Belgrado de la Superliga de Serbia.

## Selección nacional
El 11 de octubre de 2024 hizo su debut con la selección de Montenegro en un partido de la Liga de Naciones de la UEFA 2024-25 contra Turquía que finalizó con un resultado de 1-0 a favor del combinado turco tras el gol de İrfan Kahveci.

## Clubes
| Club                          | País                 | Año       | Partidos | Goles |
| ----------------------------- | -------------------- | --------- | -------- | ----- |
| FK Iskra Danilovgrad (cedido) | Montenegro           | 2019      | 24       | 2     |
| FK Budućnost Podgorica        | Montenegro           | 2020      | 1        | 0     |
| Dinamo Zagreb II              | Croacia              | 2020-2022 | 35       | 3     |
| Dinamo Zagreb                 | Croacia              | 2022      | 0        | 0     |
| NK Tabor Sežana (cedido)      | Eslovenia            | 2022      | 7        | 0     |
| HŠK Zrinjski Mostar (cedido)  | Bosnia y Herzegovina | 2023      | 6        | 1     |
| FK Budućnost Podgorica        | Montenegro           | 2023-2024 | 57       | 14    |
| Partizán de Belgrado          | Serbia               | 2025-     | 17       | 4     |